# Чемпионат Африки по волейболу среди младших юниоров
Чемпионаты Африки по волейболу среди младших юниорских команд — соревнования для волейбольных сборных младших юношей и девушек стран Африки, проводимые под эгидой Африканской конфедерации волейбола (CAVB).
Проходят с 2023 года среди юношей и девушек. Установленная периодичность — один раз в два года по нечётным годам. Участвуют спортсмены возрастом до 16 лет. 

## Мужские соревнования
Призёры
| Год  | Место проведения | 1-е место | 2-е место | 3-е место |
| ---- | ---------------- | --------- | --------- | --------- |
| 2023 | Мисурата (Ливия) | Египет    | Ливия     | Тунис     |

## Женские соревнования
Призёры
| Год  | Место проведения | 1-е место | 2-е место | 3-е место |
| ---- | ---------------- | --------- | --------- | --------- |
| 2023 | Абуджа (Нигерия) | Египет    | Нигерия   | Камерун   |